# كأس الأمم الإفريقية تحت 23 سنة 2019
كأس الأمم الأفريقية تحت 23 سنة 2019 ستكون النسخة الثالثة من كأس الأمم الأفريقية تحت 23 سنة، وهي بطولة كرة القدم الدولية التي تقام كل أربع سنوات، والتي ينظمها اتحاد كرة القدم الأفريقية لفرق الرجال تحت 23 سنة الخاصة بأفريقيا.
وكان من المقرر في البداية أن تقام البطولة في زامبيا ، لكنها انسحبت من استضافتها في يوليو 2017. مصر أعلنت كدولة مضيفة جديدة للبطولة من قبل الاتحاد الأفريقي لكرة القدم في 23 سبتمبر 2017.